# Musée d'archéologie et d'histoire locale de Denain
Vous pouvez aider à l'améliorer ou bien discuter des problèmes sur sa page de discussion.
- Il ne cite pas suffisamment ses sources. Vous pouvez indiquer les passages à sourcer avec {{référence nécessaire}} ou {{Référence souhaitée}}, et inclure les références utiles en les liant aux notes de bas de page. (Marqué depuis avril 2024)
- Certaines informations devraient être mieux reliées aux sources mentionnées dans la bibliographie ou les liens externes. Améliorez sa vérifiabilité en les associant par des références. (Marqué depuis avril 2024)

- Archive Wikiwix
- Bing
- Cairn
- DuckDuckGo
- E. Universalis
- Gallica
- Google
- G. Books
- G. News
- G. Scholar
- Persée
- Qwant
- (zh) Baidu
- (ru) Yandex
- (wd) trouver des œuvres sur Wikidata

 (août 2023).
Le musée d'Archéologie et d'Histoire locale de Denain est un musée d'art et d'histoire situé dans le centre de la commune française de Denain, sur la place Wilson.

## Description
Depuis 1947, le musée d'Archéologie et d'Histoire locale de Denain occupe l’ancien hôtel de ville construit en 1847, sur l'emplacement d'une ancienne ferme, la ferme Moura. L’escalier monumental en pierre bleue orné de déesses en bronze mène aux collections permanentes qui permettent de mettre en valeur la riche histoire de la ville.

## Les collections
- Archéologie : le Haut Moyen Âge est principalement représenté, sans négliger quelques points importants d’autres périodes comme le Néolithique (tombe de l’époque campaniforme d’intérêt régional voire national), l'âge du fer (épée gauloise) ou les invasions vikings (fragment d’épée trouvé dans l’Escaut).
- La bataille de Denain.
- Histoire industrielle de la ville et plus généralement l'histoire locale.
- Beaux-arts et arts décoratifs en relation avec la représentation de la révolution industrielle, en particulier la mine et la sidérurgie.
- Depuis janvier 2019, un hologramme du poète et mineur de fond Jules Mousseron installé dans le bureau du poète permet de découvrir le personnage et de l'entendre déclamer ses poésies qui racontent le pays minier.

Vues du musée
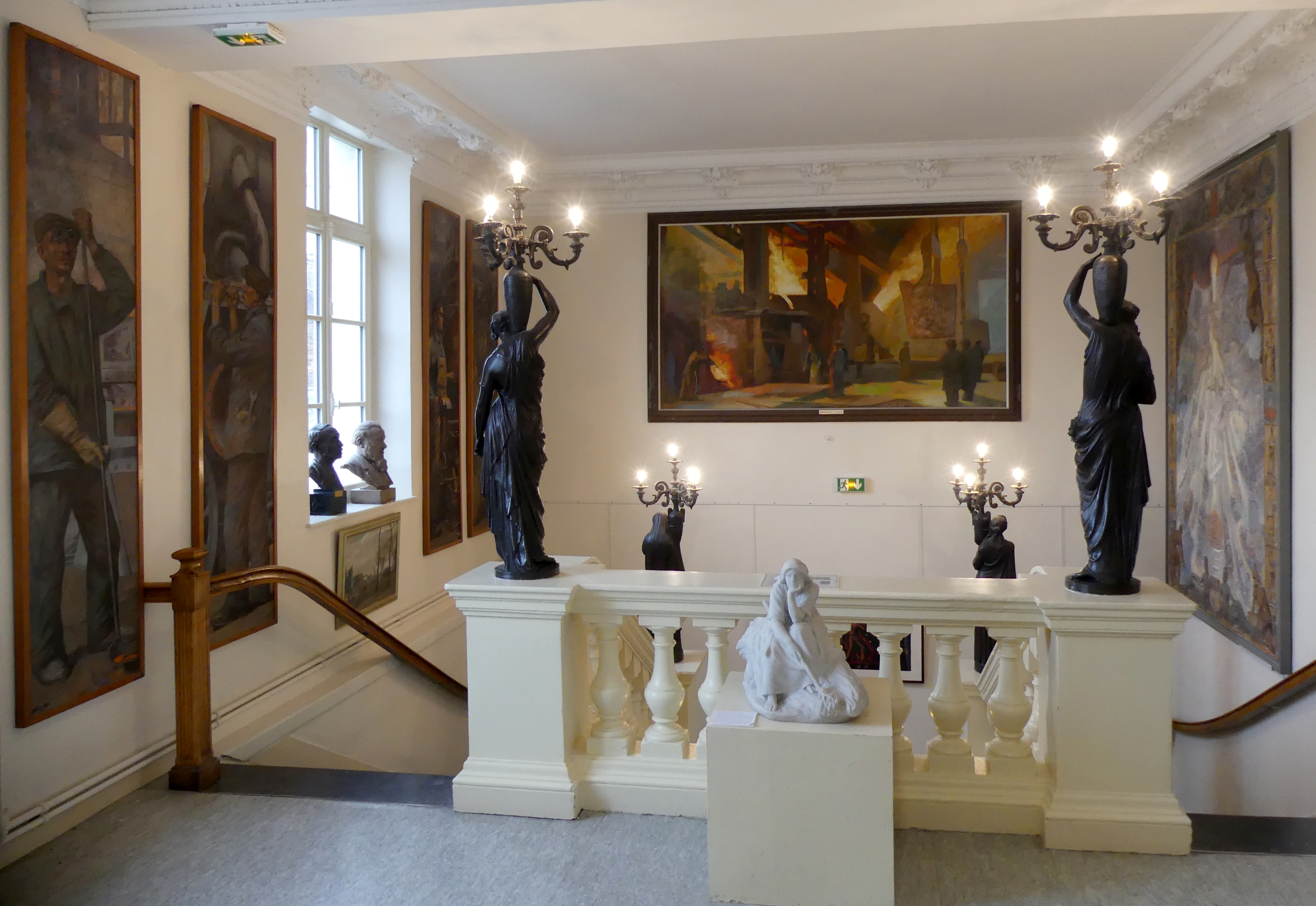
L'escalier.
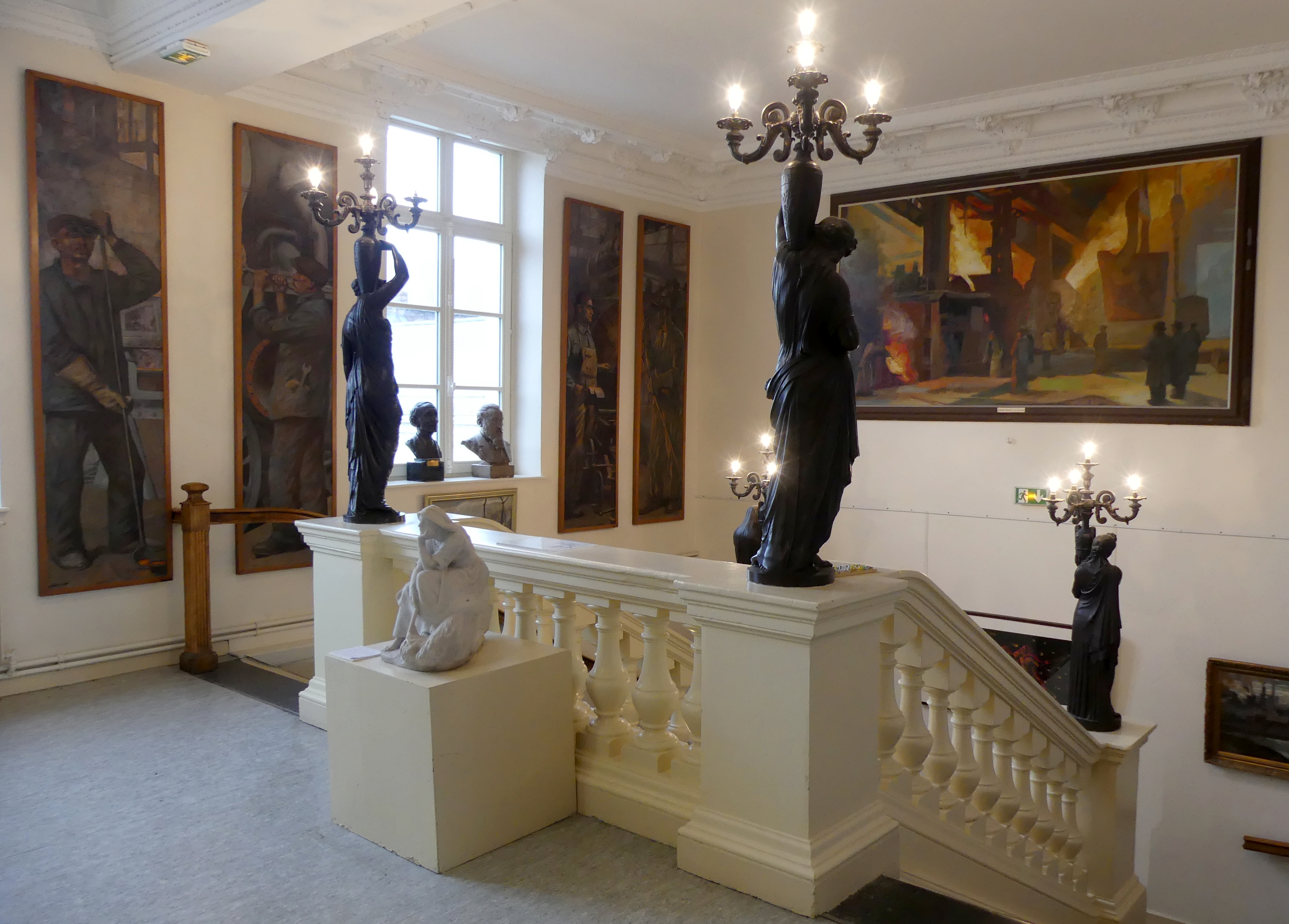
L'escalier.
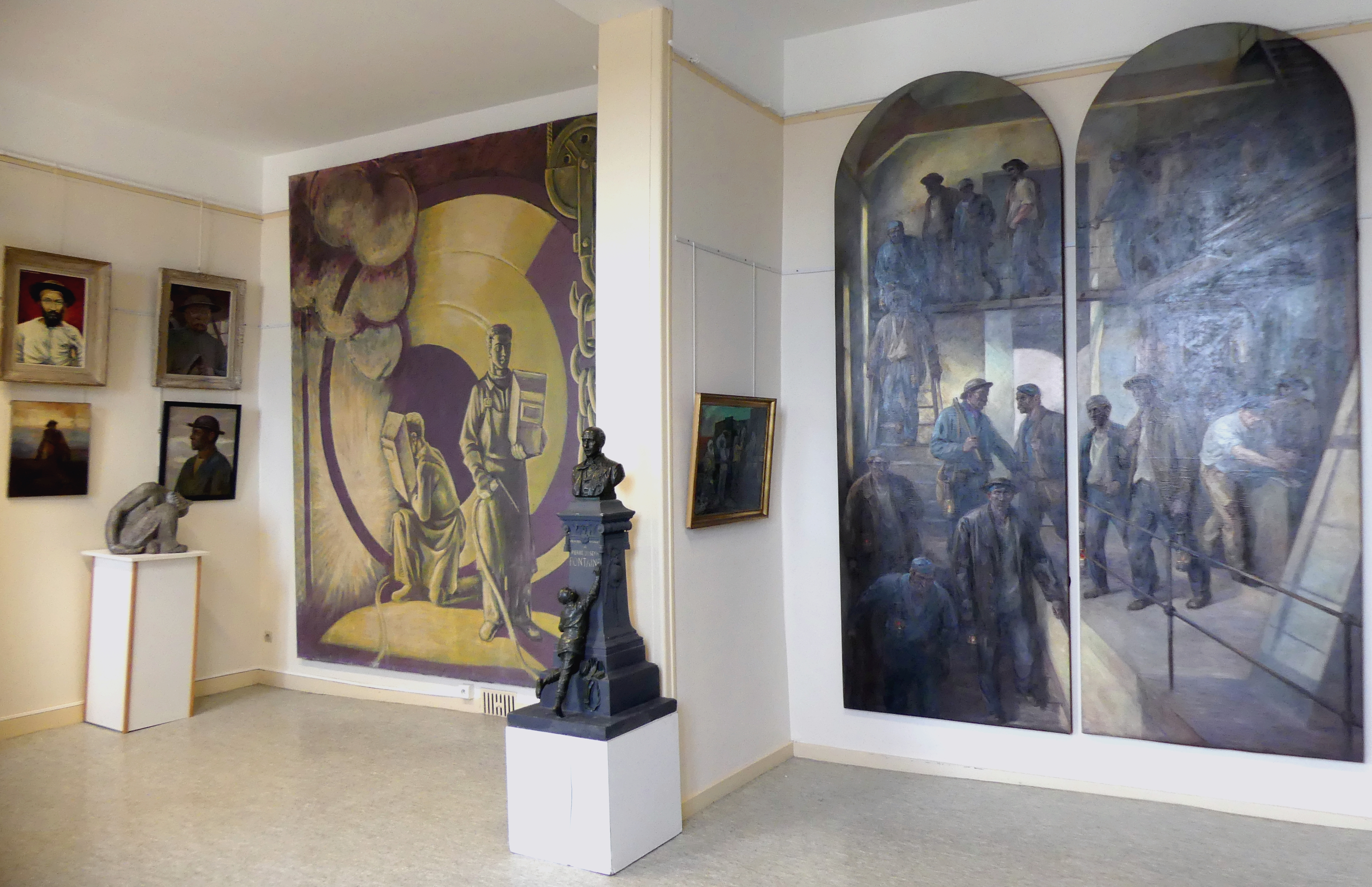
Salle Mousseron.
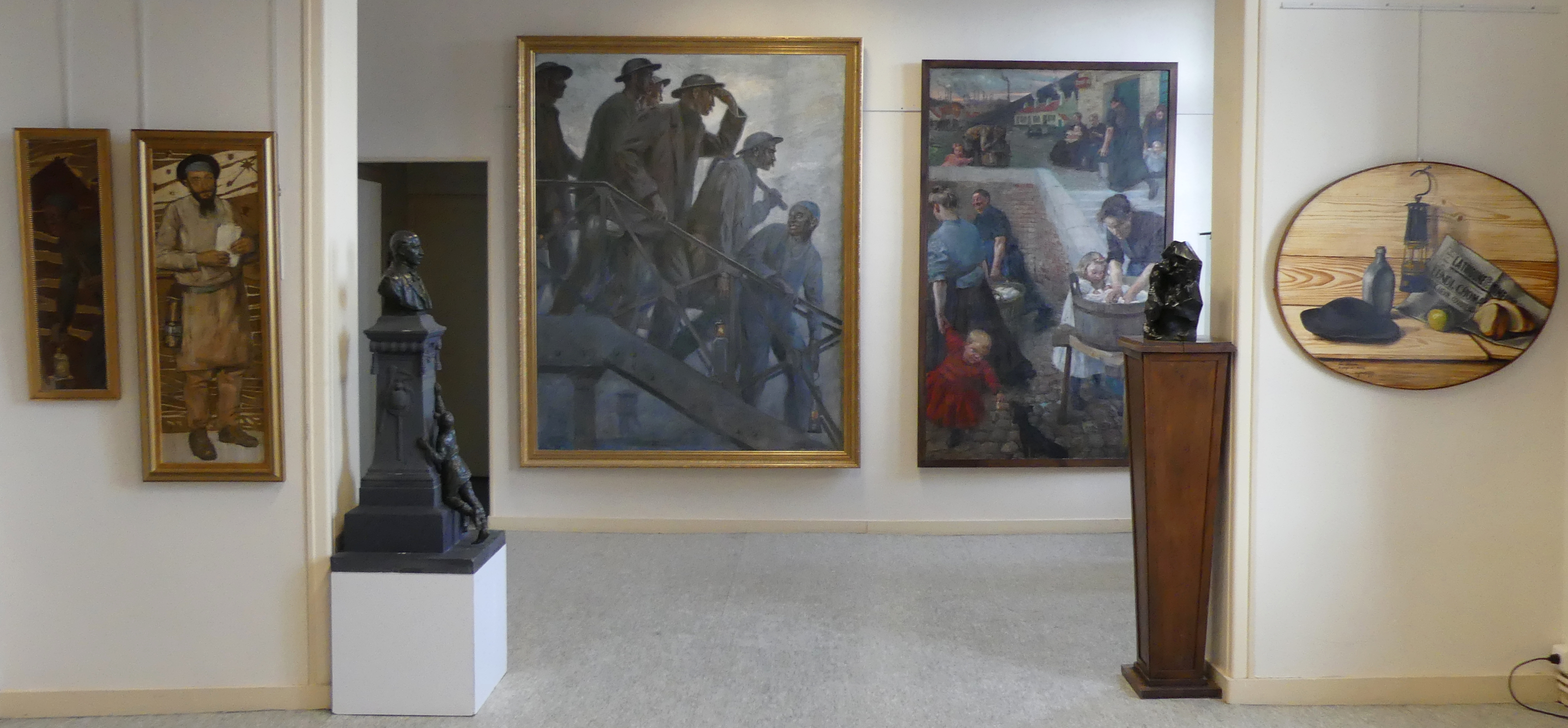
Salle Mousseron.
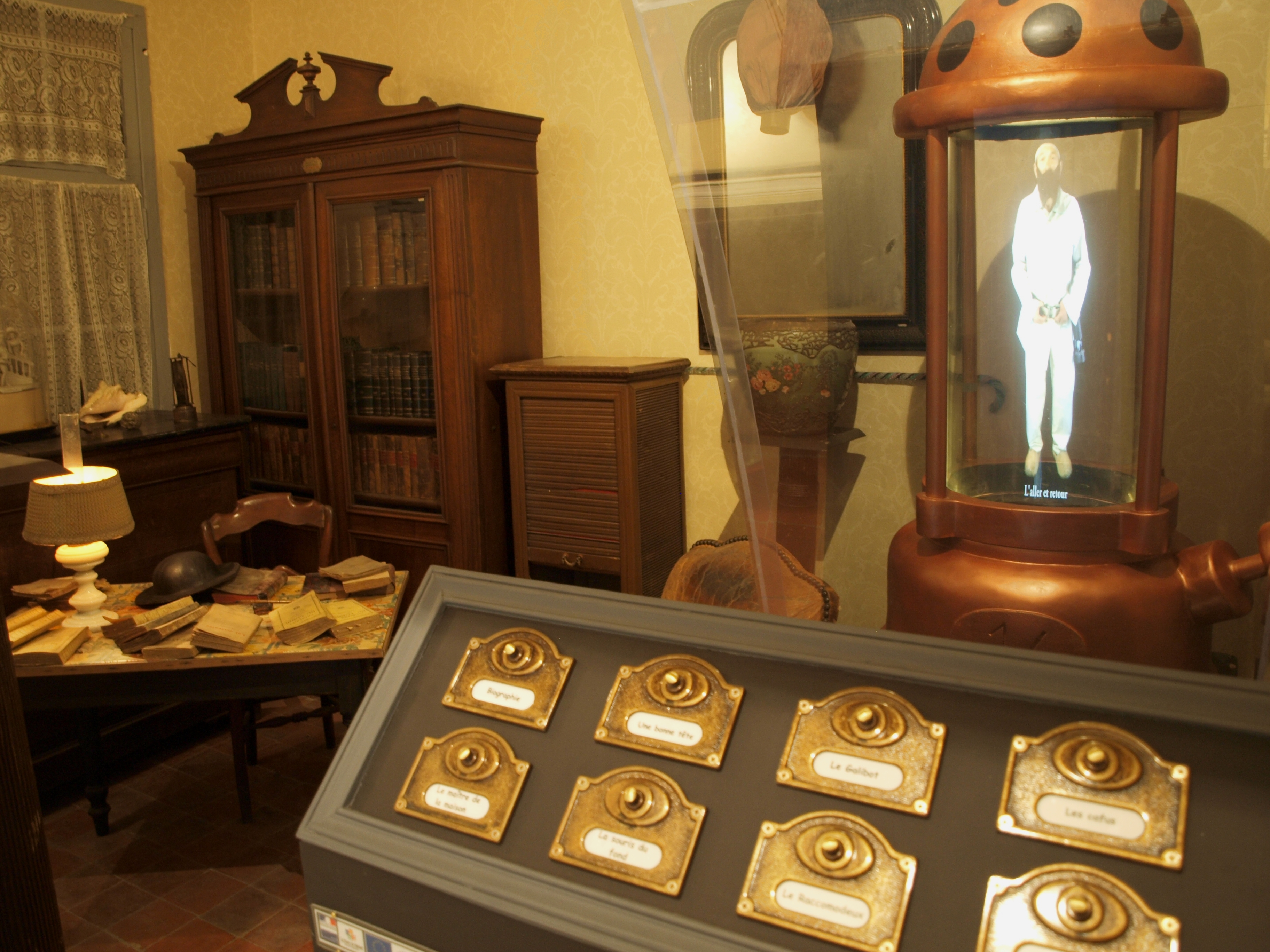
Bureau du poète Jules Mousseron et son hologramme.

Objets et œuvres conservés au musée
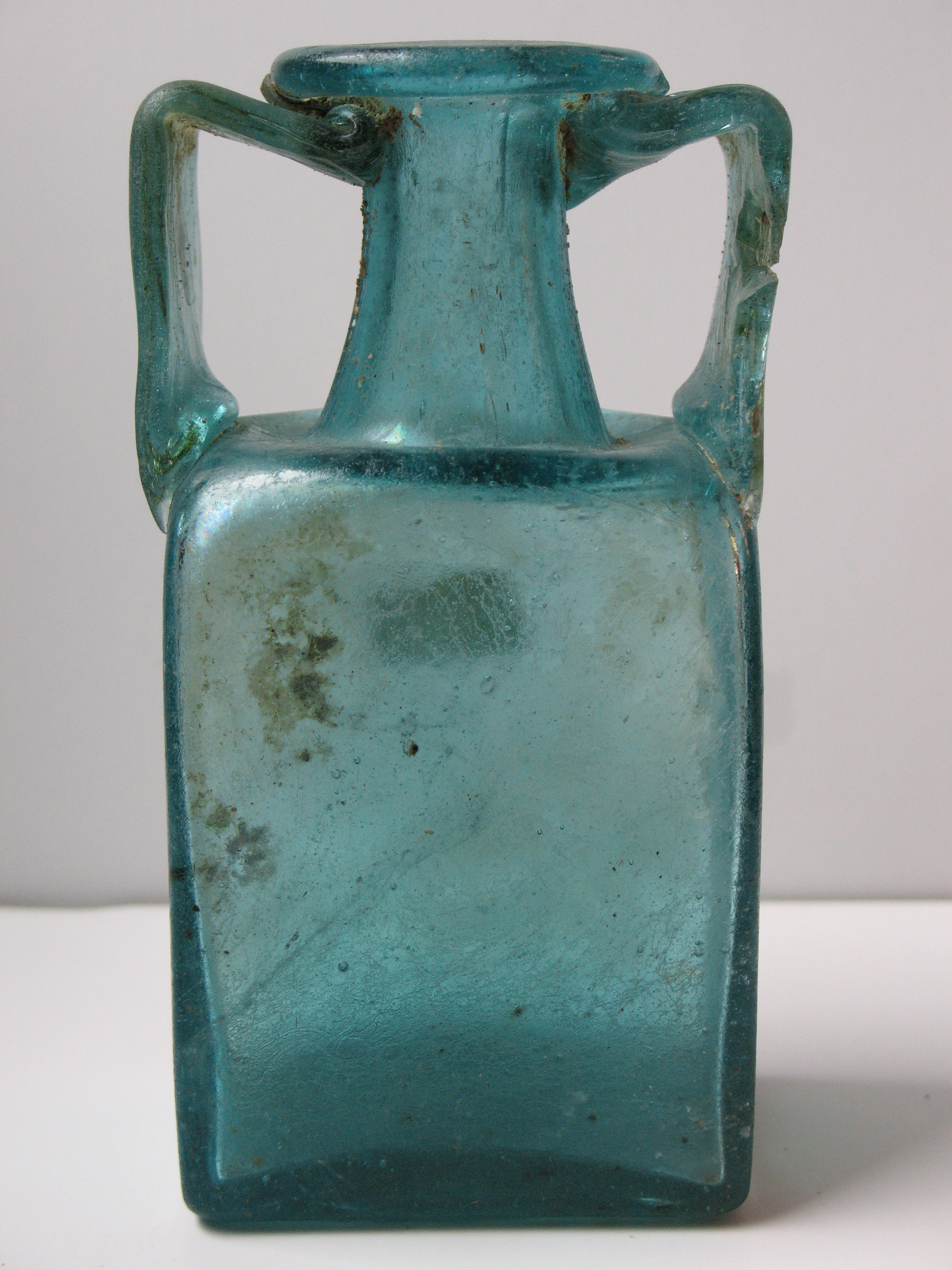
Bouteille gallo-romaine.
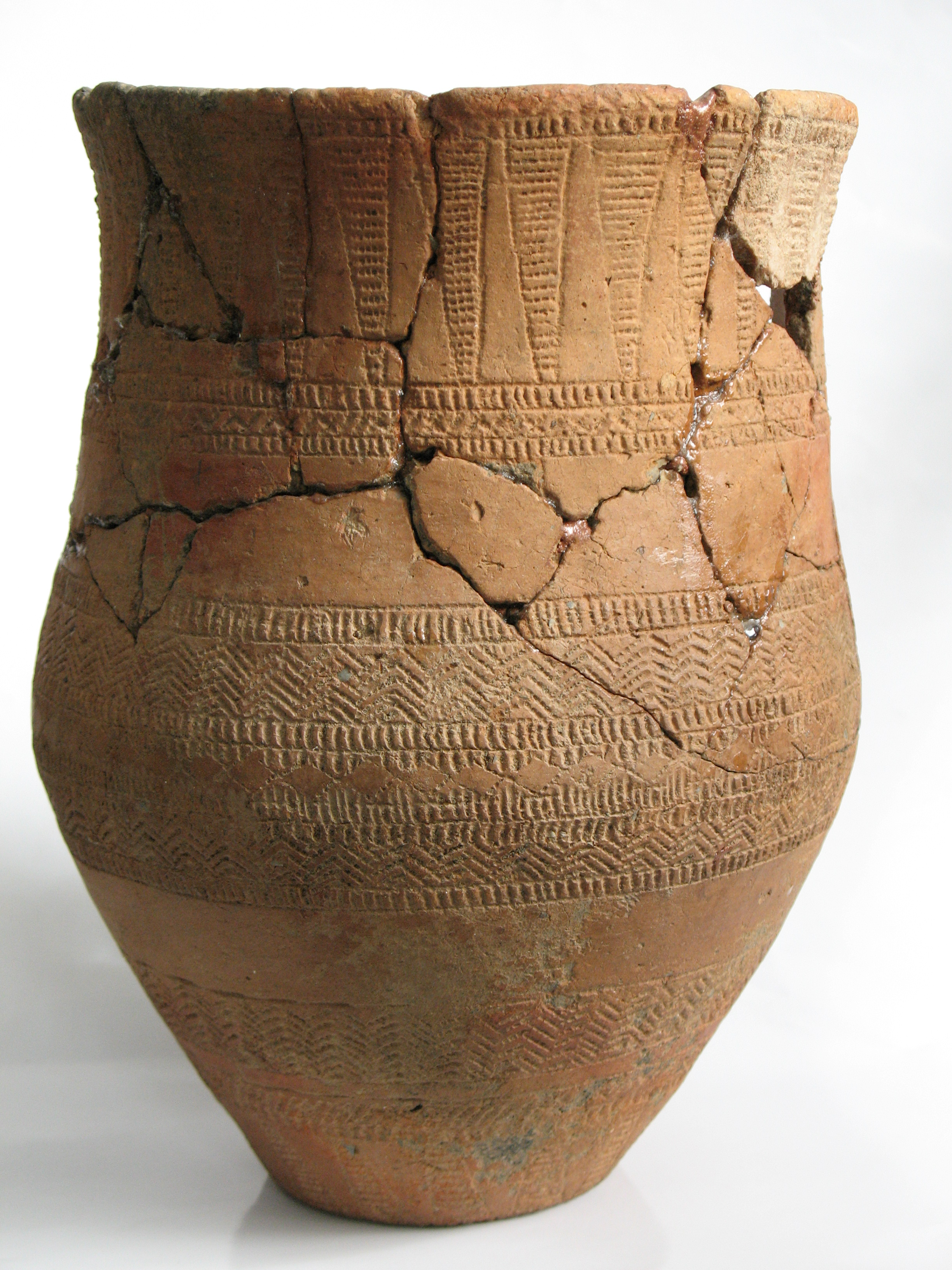
Vase campaniforme.
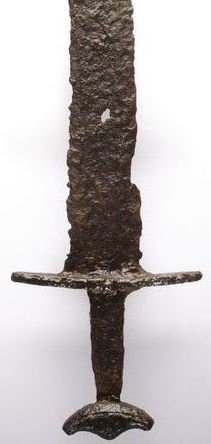
Épée viking.
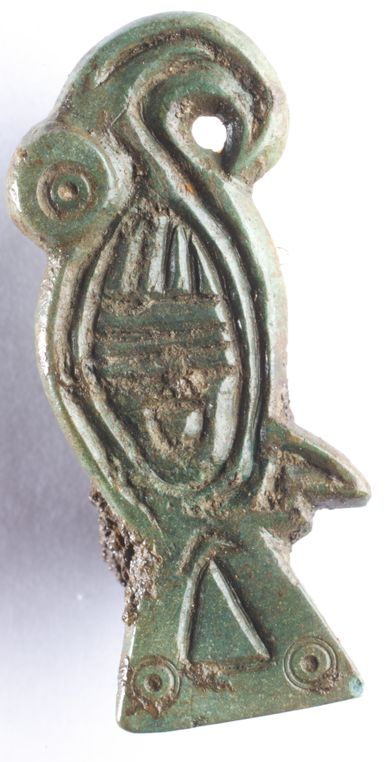
Agrafe aviforme.
Perle mérovingienne.
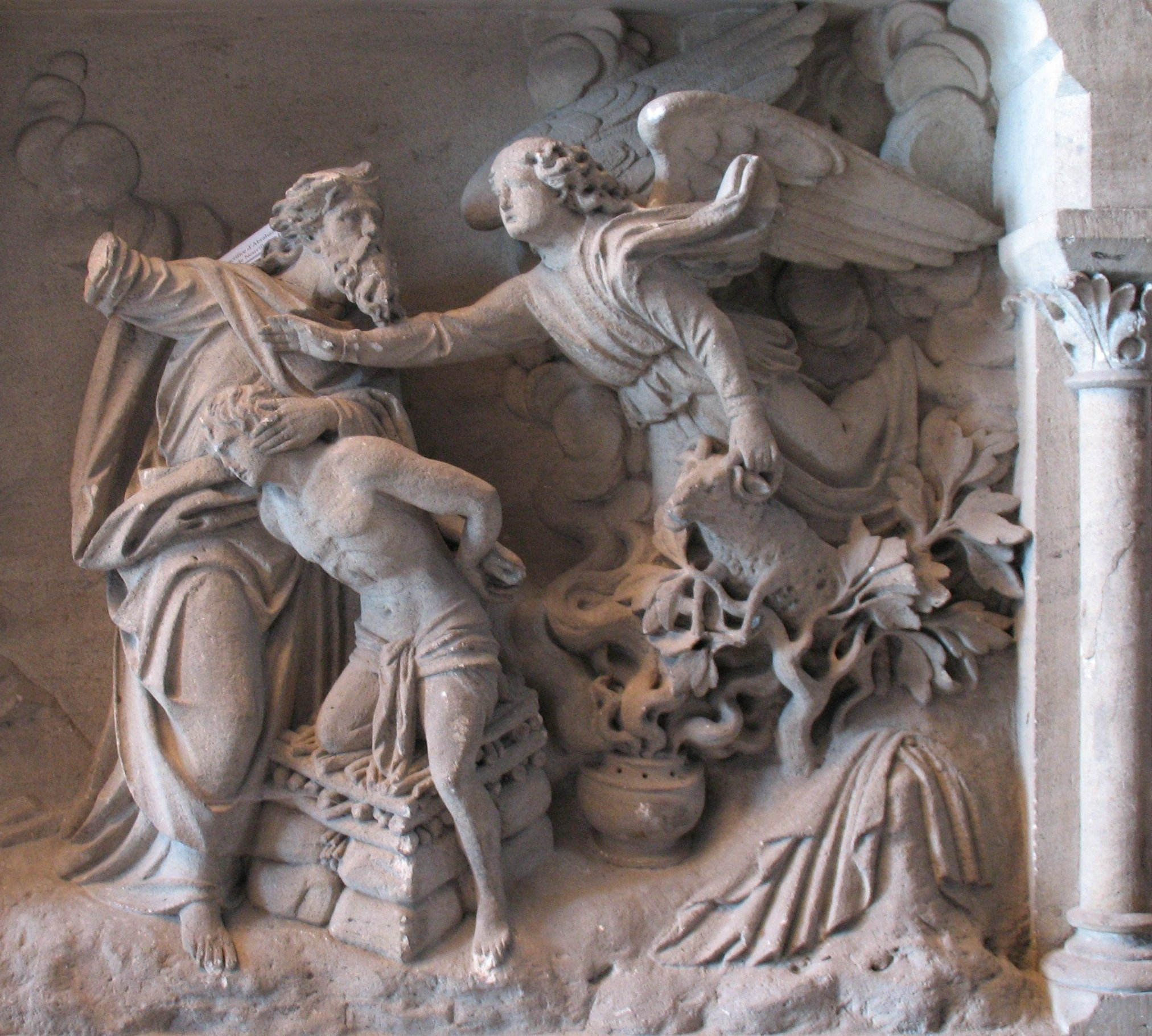
Le Sacrifice d’Isaac.
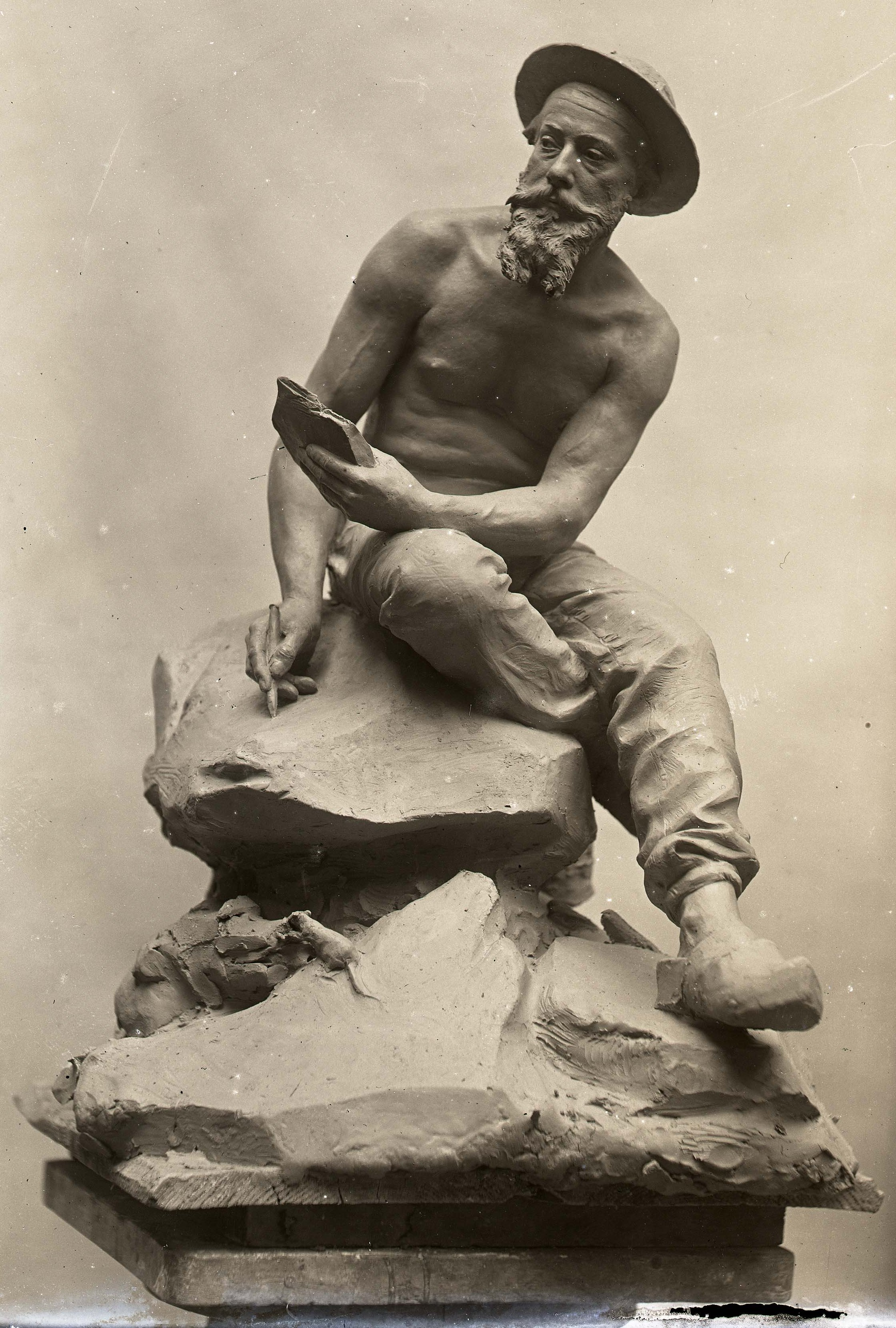
Corneille Theunissen, La Souris du fond, portrait de Jules Mousseron (1904), photographie de la terre crue[1].